# Svícen

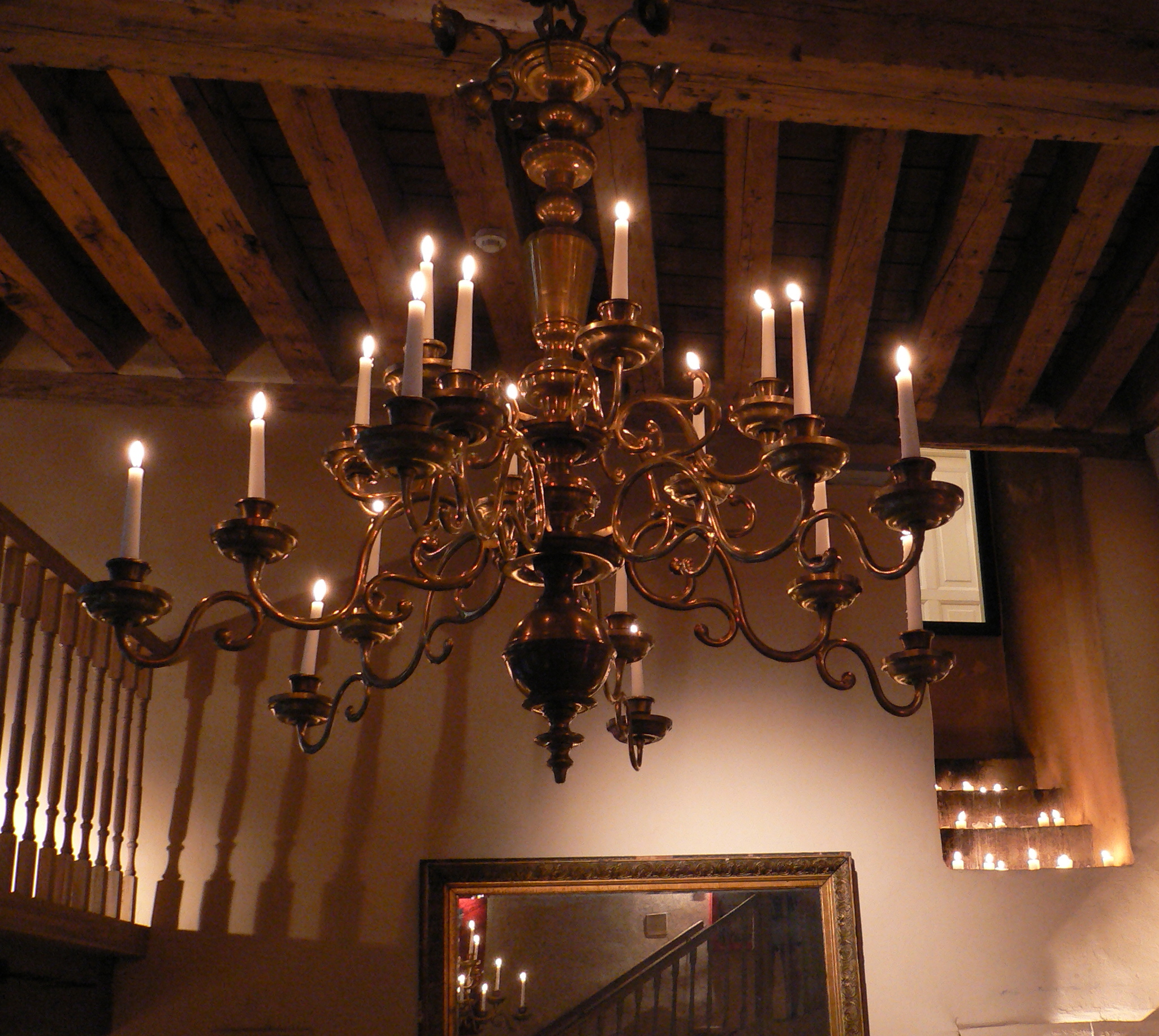
Závěsný svíčkový lustr s velkým množstvím svícnů

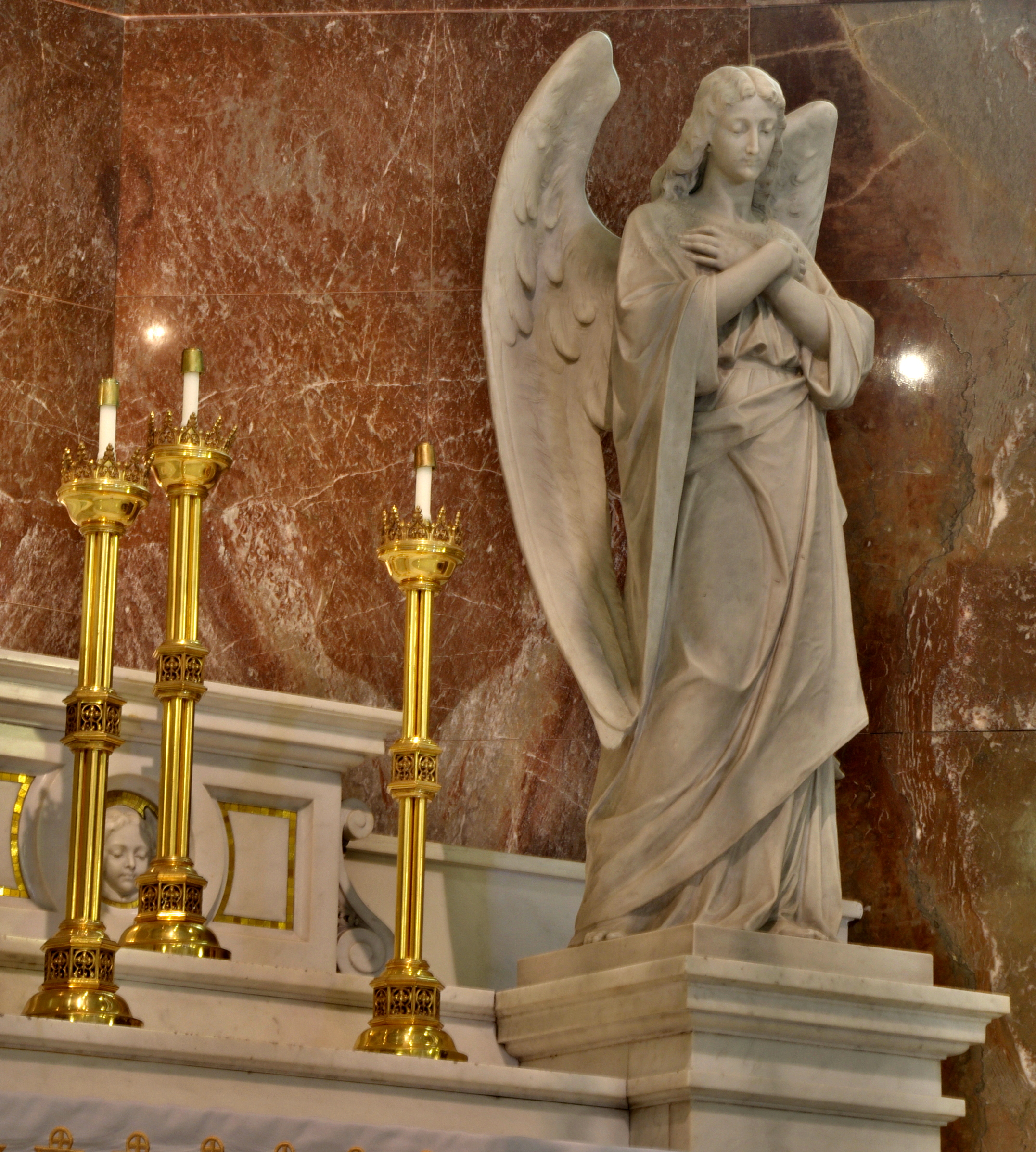
Socha anděla se svícny v kostele v Columbusu

Svícen je speciální bezpečnostní a dekorativní zařízení, které se používá jako stojan, držák resp. podstavec pro svíčky, bývá často sloupcovitého tvaru. Svícen je používán především z bezpečnostních důvodů coby ochrana před požárem a před opařením osob horkým voskem (popřípadě jako ochrana jiných předmětů proti jejich poškození). Jeho dekorativní funkce je sice významná, ale je fakticky až druhořadá. Svícny mohou být provedeny jako stojanové, závěsné či nástěnné atd. Mohou být konstruovány jak pro jednu jedinou svíčku tak pro velké množství svící.
Speciálním případem svícnu je židovský sedmiramenný svícen zvaný menora.
V dřívějších dobách býval svícen běžnou součástí každé domácnosti, jelikož sloužil pro osvětlování bytu. V dnešní době je nahrazen elektrickým osvětlením a svícen je za normálních okolností používán pouze pro zvláštní účely nebo při zvláštních společenských příležitostech. V mnoha domácnostech však dodnes svíčky a svícny velmi dobře slouží coby jednoduchý a levný náhradní prostředek pro nouzové osvětlení při výpadku napájení z veřejné elektrorozvodné sítě. V raném novověku se svícen též označoval jako bogia. 